# 龍仁中央市場駅
龍仁中央市場駅（ヨンインチュンアンシジャンえき）は、大韓民国京畿道龍仁市処仁区にある、龍仁軽電鉄の駅である。駅番号は(Y120)。

## 駅構造
相対式ホーム2面2線を有する高架駅。　

### のりば
- のりばの番号は存在しない。

| 上り | ●龍仁軽電鉄 | 器興行き               |
| 下り | ●龍仁軽電鉄 | 前垈・エバーランド方面 |

## 駅周辺
- 龍仁芸術学科大学校
- 龍仁総合運動場
- 龍仁共用バスターミナル
- 龍仁初等学校
- 龍馬初等学校
- 金良大橋

## 歴史
- 2013年4月26日 - 運動場・松潭大駅として開業。
- 2024年4月1日 - 龍仁中央市場駅に改称[1]。

## 隣の駅
龍仁軽電鉄
●龍仁軽電鉄
金良場駅 (Y119) - 龍仁中央市場駅 (Y120) - 古陳駅 (Y121)